# Carolina Augusta Oxholm
Carolina Augusta Oxholm (født 24. maj 1803, død 1872) var en dansk hofdame.
Hun var datter af Peter Lotharius Oxholm og 2. hustru Anne O'Neill, blev hofdame hos Prinsesse Charlotte og 1841 hofdame hos Kronprinsesse Mariane. Hun var også hofstiftsfrøken i Vallø Stift.